# John Catlin
John Catlin (Orwell, 13 ottobre 1803 – Elizabeth, 4 agosto 1874) è stato un politico e avvocato statunitense. Fu governatore ad interim del Territorio del Wisconsin dal 1848 al 1849.  Fu anche il primo procuratore distrettuale della contea di Dane nel 1839-1843 e un fondatore della Wisconsin Historical Society. Era un membro del Partito Democratico.